# Cæcilius Calvert, 2. Baron Baltimore

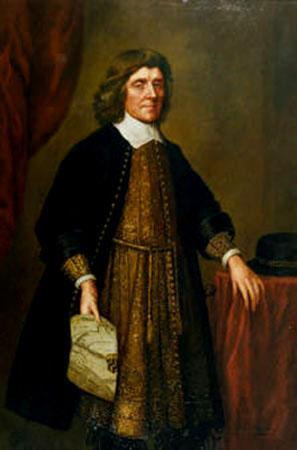
Posthumes Gemälde Lord Baltimores von Florence MacKubin (1910)

Wappen des Baron Baltimore

Cæcilius Calvert, 2. Baron Baltimore (auch Cecil Calvert, * 1605 in Bexley, Kent; † 30. November 1675 ebenda) war ein englischer Adliger und Lord Proprietor der Kolonie Maryland.

## Leben
Cæcilius Calvert war der älteste Sohn von George Calvert, 1. Baron Baltimore, und dessen erster Ehefrau Anne Mynne († 1622). Er besuchte das Trinity College der Universität Oxford. 1632 erbte er beim Tod seines Vaters den irischen Adelstitel Baron Baltimore und erhielt am 20. Juni 1632 die ursprünglich für seinen Vater bestimmte Royal Charter als Lord Proprietor für eine neu zu gründende Kolonie in Nordamerika. Calvert selbst verließ England nie. Während er zeit seines Lebens in London um seine Rechte kämpfte, lag die Verwaltung der Kolonie zuerst bei seinem jüngeren Bruder Leonard Calvert (1606–1647). Dieser hatte im März 1634 mit über 200 Siedlern auf den Schiffen „Ark“ und „Dove“ Nordamerika erreicht. Dort gründete er als erste Siedlung St. Marys City als Hauptort der Kolonie Maryland. Zu zaghaftes Vorgehen der Calverts und die Revolution unter Oliver Cromwell führten 1644 zu einer Revolte in Maryland. Erst 1646 konnte Leonard zurückkehren, wo er kurz darauf starb. Als Gouverneur setzte Cæcilius Calvert nun William Stone ein, der im Auftrag des Katholiken Cæcilius Calvert am 21. April 1649 ein religiöses Toleranzedikt verfügte. Dieses Maryland-Toleranz-Gesetz war eines der ersten Gesetze, das ausdrücklich andere (christliche) Konfessionen tolerierte, und gilt infolgedessen als Vorläufer des 1. Verfassungszusatzes. In Reaktion auf das Edikt kam es zu erneuter Rebellion in der Provinz, Puritaner rissen die Macht an sich. Erst 1657 wurde Calvert wieder in seine Rechte eingesetzt und das Toleranzedikt von 1649 erneuert. 1661 entsandte er seinen einzigen überlebenden Sohn Charles als Gouverneur nach Maryland. Cæcilius Calvert starb 1675 in London.
Die 1729 in Maryland angelegte Stadt Baltimore wurde ihm zu Ehren so genannt. Seine Nachkommen behaupteten die Regierung der Kolonie bis zum Amerikanischen Unabhängigkeitskrieg. Die Flagge Marylands trägt die Farben seines Familienwappens, ebenso die Flaggen der Stadt Baltimore, des Baltimore County, des Anne Arundel County und des Calvert County (alle in Maryland gelegen).

## Ehe und Nachkommen
Am 20. März 1628 hatte er Hon. Anne Arundell (1616–1649), Tochter des Thomas Arundell, 1. Baron Arundell of Wardour, geheiratet. Mit ihr hatte er zwei Söhne und mindestens fünf Töchter:
- Hon. George Calvert (1634–1636);
- Charles Calvert, 3. Baron Baltimore (1637–1715);
- Hon. Georgiana Anne Calvert (* 1629);
- Hon. Mary Calvert (* 1630);
- Hon. Anne Calvert (1636–1661);
- Hon. Mary Calvert (1638–1671), ⚭ Sir William Blakiston, 2. Baronet (of Gibside);
- Hon. Elizabeth Calvert (um 1642–1712).